# Altzaga
Altzaga är en kommun i Spanien. Den ligger i Gipuzkoaprovinsen i den autonoma regionen Baskien i norra delen av landet, 300 km norr om huvudstaden Madrid. Antalet invånare är 171 (2024). Arean är 2,52 kvadratkilometer. Altzaga gränsar till Arama, Baliarrain, Gaintza, Legorreta och Zaldibia. 